# Libertação de Quérson
No dia 11 de novembro de 2022, o Exército da Ucrânia conseguiu retomar a cidade de Quérson e outras áreas da região de Quérson e de Micolaíve, do lado direito do rio Dnipro. As Forças Armadas da Rússia, que ocupavam a cidade desde 2 de março, se retiraram para o lado esquerdo do rio durante os dias 9 a 11 de novembro de 2022.

## Antecedentes
No âmbito da invasão da Ucrânia pela Rússia, as forças russas cercaram a cidade de Quérson no final de fevereiro e a ocuparam em 2 de março de 2022, após intensos combates no dias anteriores.
Em setembro de 2022, a Rússia anunciou a anexação do oblast, juntamente com outros três, numa ação amplamente condenada.
Em 9 de novembro, o general russo Serguei Surovikin anunciou a retirada das tropas de Quérson e da margem oeste do rio Dnipro. Ele alegou que a decisão foi motivada pelo fato de que Quérson e os assentamentos próximos não estavam sendo devidamente abastecidos e os civis estavam em perigo devido aos bombardeios ucranianos.

## Rendição e libertação

### Avanço das forças ucranianas

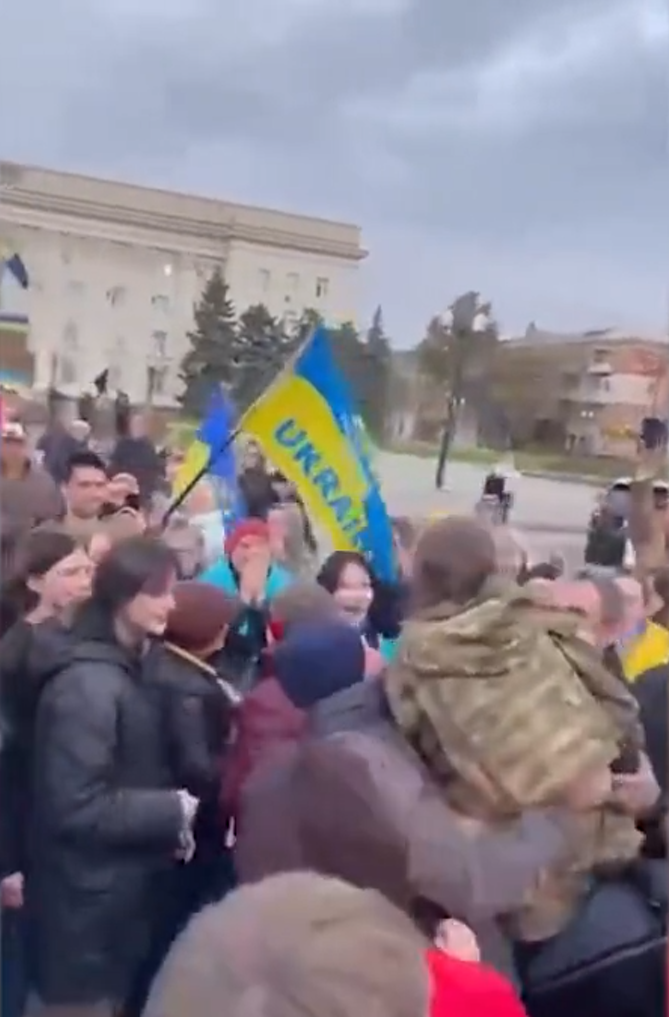
Civis ucranianos saudando soldados do exército da Ucrânia que libertaram a cidade.

No dia 10 de novembro, um vídeo surgiu mostrando o que parecia ser a bandeira ucraniana tremulando em Snihurivka. As forças ucranianas também reconquistaram o controle da vila de Kyselivka, localizada a quinze quilômetros a noroeste de Quérson. No mesmo dia, o Comandante-em-chefe das Forças Armadas da Ucrânia, Valerii Zaluzhnyi, afirmou que as forças ucranianas haviam retomado 41 assentamentos próximos a Quérson desde 1.º de outubro.
Autoridades ucranianas estimaram que metade dos soldados russos haviam sido retirados para o outro lado do rio Dnipro até a noite de 10 de novembro. Na madrugada de 11 de novembro, soldados de infantaria russos foram vistos atravessando uma ponte flutuante em direção à margem leste. Tanques e colunas ucranianas avançaram em direção a Quérson propriamente dita, passando por várias cidades, vilas e subúrbios, onde foram recebidos por civis aplaudindo e agitando bandeiras.

### Retirada russa
À medida que as tropas russas recuavam através do rio Dnipro, as tropas ucranianas avançavam ainda mais no oblast de Quérson e nas áreas circundantes. O Ministério da Defesa da Rússia afirmou, em 11 de novembro, que todos os soldados (aproximadamente 30 mil) e todo o equipamento militar haviam sido movidos com sucesso através do rio em uma retirada ordenada. Vários analistas e especialistas consideraram logisticamente impossível realizar uma manobra tão grande e complexa em apenas três dias. O Ministro da Defesa ucraniano, Oleksii Reznikov, disse à Reuters: "Não é tão fácil retirar essas tropas de Quérson em um ou dois dias. Pelo menos uma semana será necessário para movê-las todas" (cerca de 40 mil, segundo sua estimativa).

### Libertação da cidade
As Forças Armadas da Ucrânia entraram na cidade em 11 de novembro. Mais tarde, nesse mesmo dia, as forças ucranianas libertaram Quérson e o restante da margem direita do oblast. Houve receio de que as forças russas pudessem ter preparado uma emboscada, por isso o avanço das tropas ucranianas foi cauteloso. Assim como em outras áreas libertadas, os ucranianos que chegaram encontraram minas e armadilhas explosivas, representando perigo tanto para os soldados quanto para os civis. No dia 11 de novembro, o Exército ucraniano estava trabalhando para desativá-las, mas várias pessoas ficaram feridas por esses dispositivos e pelo menos uma pessoa foi morta. Conforme as tropas ucranianas avançavam pela cidade, não parecia ter sido preparada nenhuma emboscada, com alguns observadores descrevendo a retirada desordenada como uma "fuga".

## Consequências

### Impacto político e militar

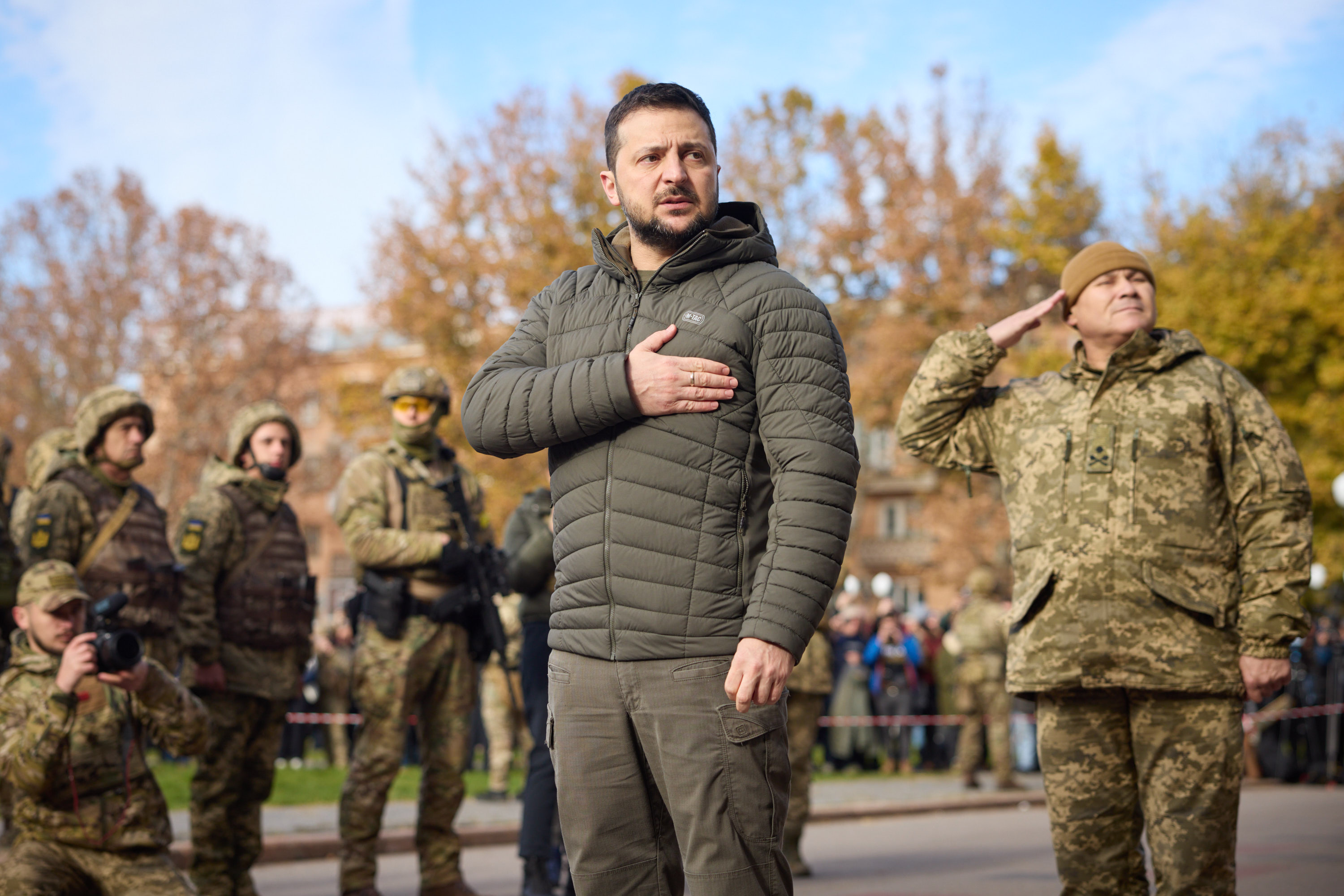
O presidente ucraniano, Volodymyr Zelensky, participa do hasteamento da bandeira ucraniana durante uma visita à libertada Quérson, 14 de novembro de 2022

Ao se retirarem, as forças russas cederam o controle de cerca de 40% do oblast de Quérson para a Ucrânia. A perda de Quérson  foi amplamente considerada um golpe significativo para Vladimir Putin, que em 30 de setembro afirmou que Quérson seria "parte da Rússia para sempre". Em 12 de novembro, as forças de ocupação declararam Henichesk, uma cidade portuária no Mar de Azove, como a "capital administrativa temporária da região de Quérson". Durante a retirada, os soldados russos levaram os ossos do príncipe Gregório Alexandrovich Potemkin, do século XVIII, considerado o fundador moderno da cidade, da Catedral de Santa Catarina.
Inicialmente, a maioria dos habitantes da cidade estava eufórica, celebrando a retirada russa em público e recebendo as forças ucranianas como libertadoras, enquanto outros estavam preocupados com o futuro. Um residente de Quérson disse: "Quero comemorar, mas algo me diz que ainda não acabou. Os russos não podem desistir tão facilmente, não depois de tudo o que aconteceu. Estou com medo do inverno e preocupo-me que a cidade se torne um campo de batalha. Estaremos na linha de frente". Analistas militares afirmaram que havia o perigo de os russos bombardearem Quérson com artilharia a partir da margem leste do rio Dnipro.
Em 14 de novembro, Zelensky fez uma visita não anunciada a Quérson e falou para uma multidão de várias centenas de moradores, dizendo: "Estamos, passo a passo, chegando a todo o nosso país... Estou feliz por estarmos em Quérson". A NOS descreveu a situação no local como "uma espécie de cessar-fogo não declarado. Que ambos os beligerantes fizeram uma espécie de pausa e não estão atirando intensamente um no outro". Aleksandr Dugin, o ideólogo do nacionalismo russo e do eurasianismo, criticou abertamente Vladimir Putin por não ter defendido "cidades russas" como Quérson.

### Demografia
Antes da guerra, Quérson tinha cerca de 300 mil habitantes, mas no final da ocupação russa, restavam apenas cerca de 80 mil pessoas. Muitos civis haviam fugido, enquanto alguns foram mortos durante a ocupação russa. No final de outubro de 2022, as forças militares russas "evacuaram" pelo menos 70 mil civis de Quérson para a margem leste do rio Dnipro; as autoridades ucranianas alegaram que essas realocações foram forçadas e as chamaram de "deportações". Após a retomada da cidade pela Ucrânia, cerca de 25 pessoas morreram devido a minas e munições explosivas até 19 de novembro.